# Église Saint-Quentin de Gergny
L'église Saint-Quentin de Gergny est une église située à Gergny, en France.

## Localisation
L'église est située sur la commune de Gergny, dans le département de l'Aisne.

## Galerie

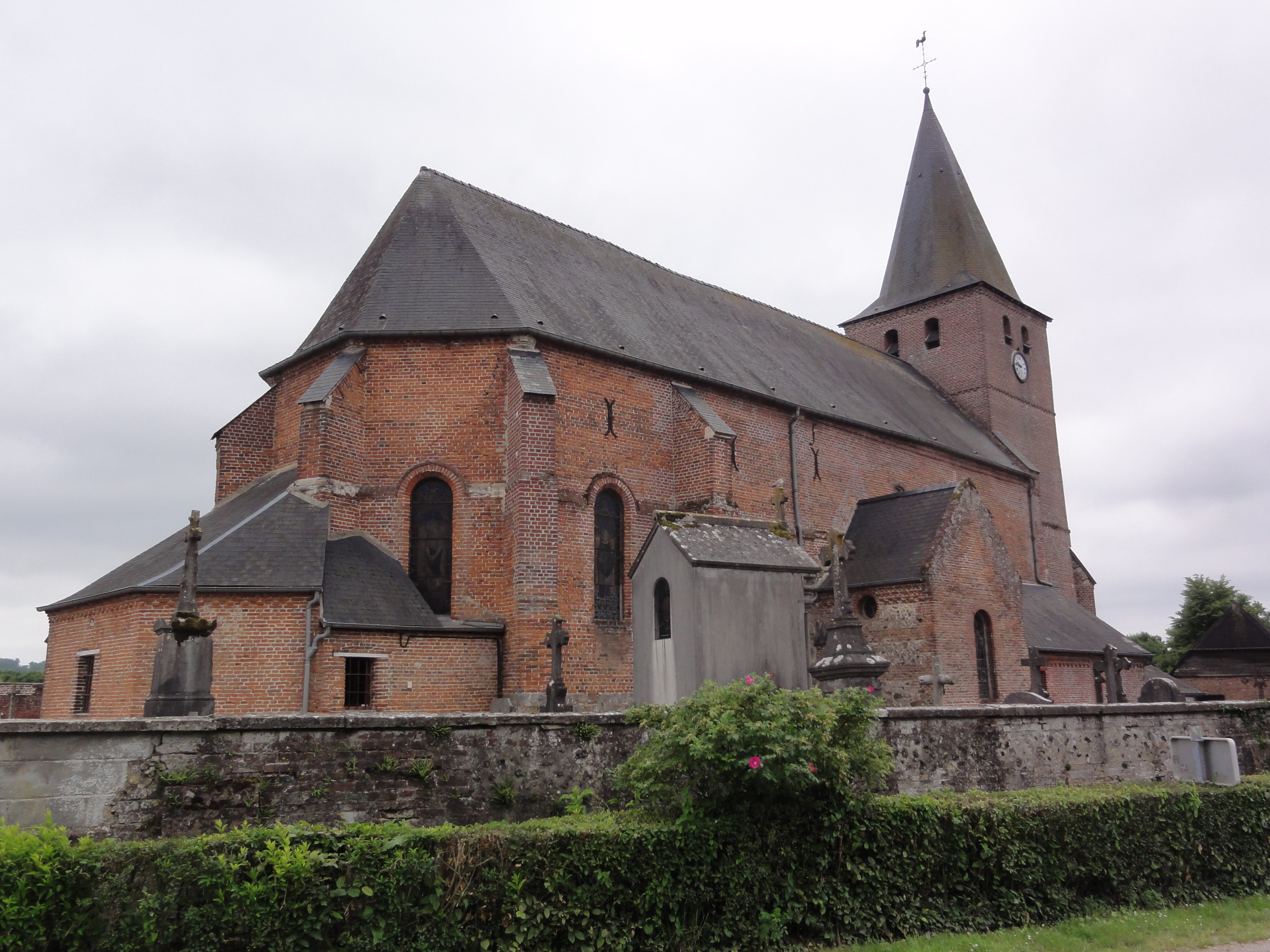
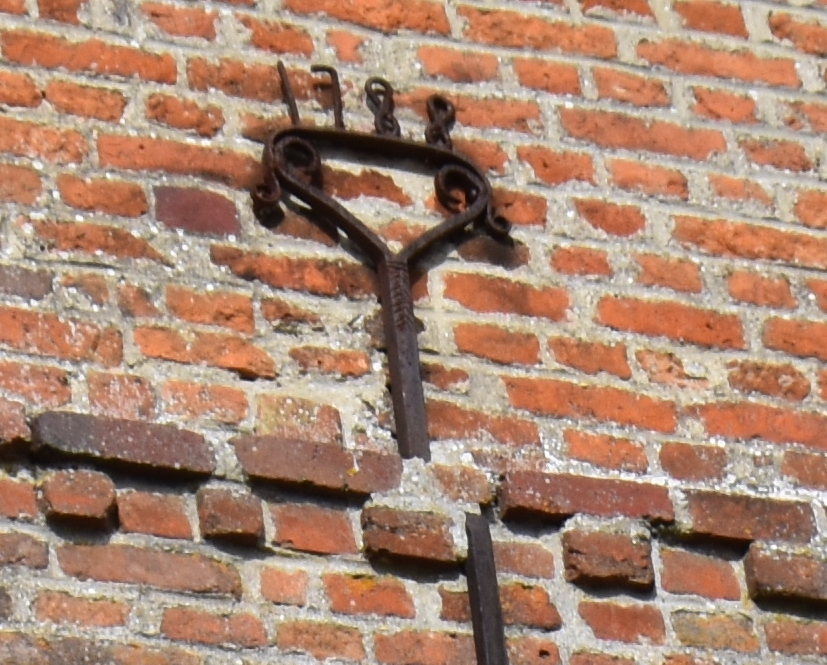
1788 - Date de la construction de l'église.
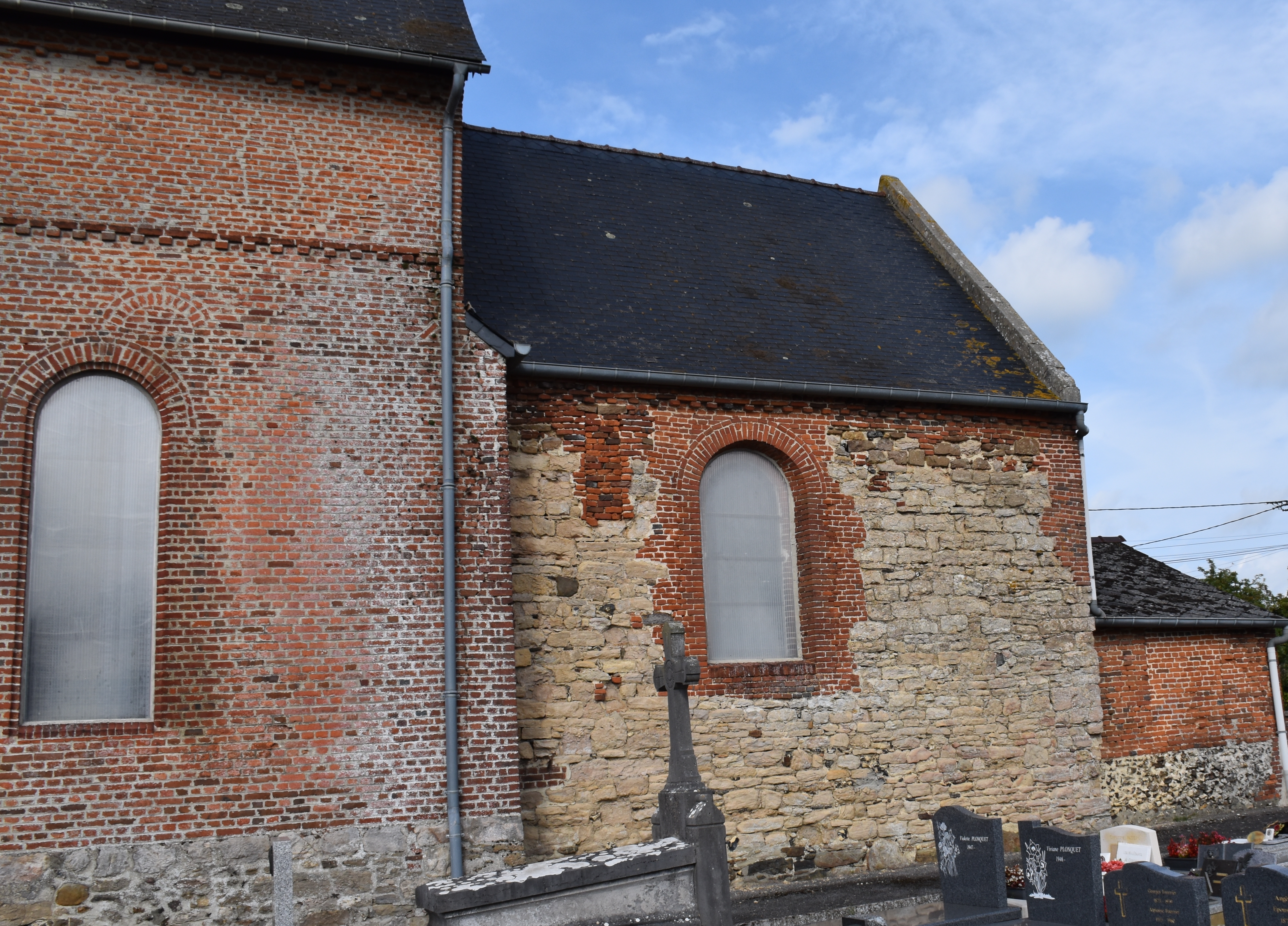
Traces de remaniement.
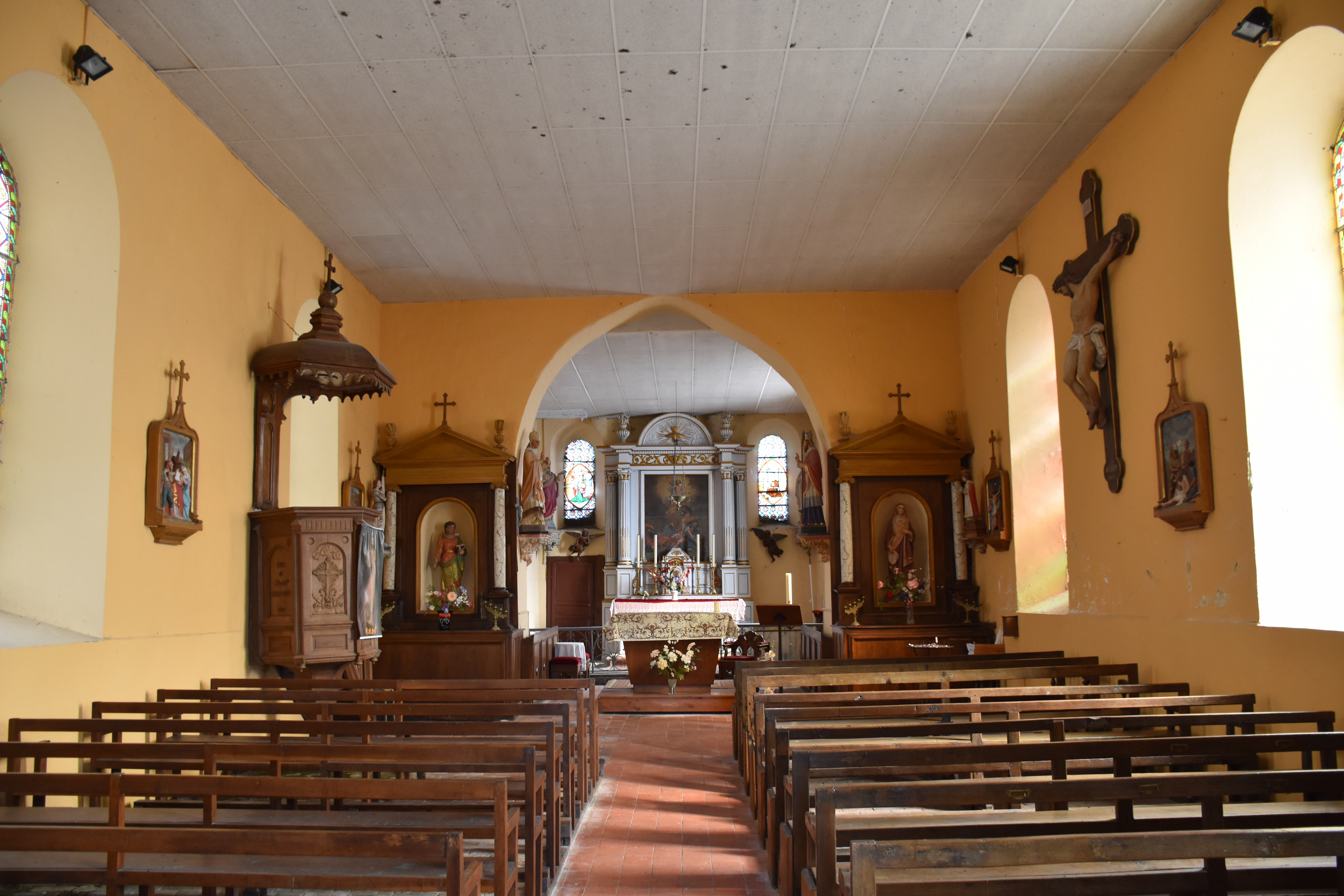
La nef.
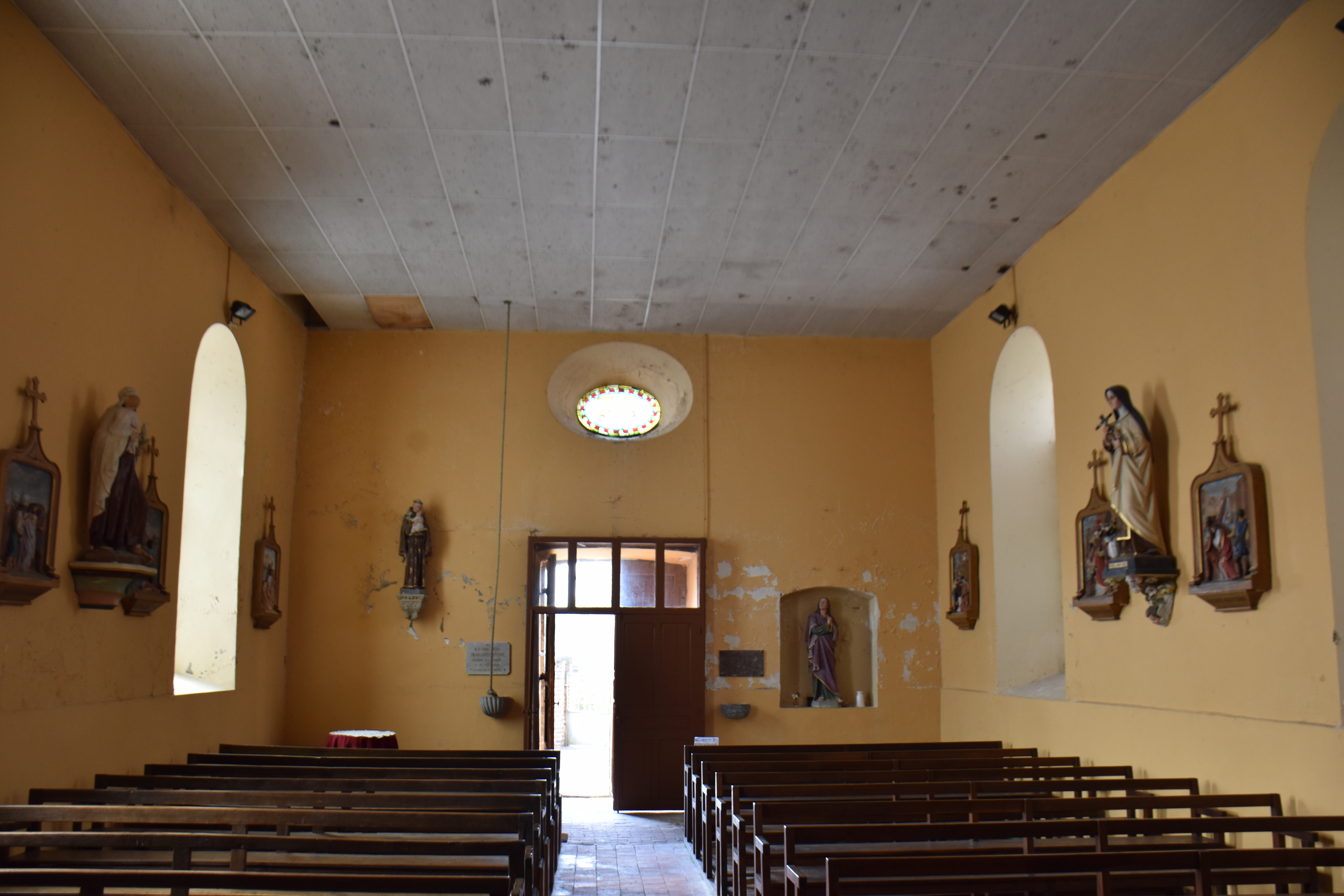
La nef côté porche.
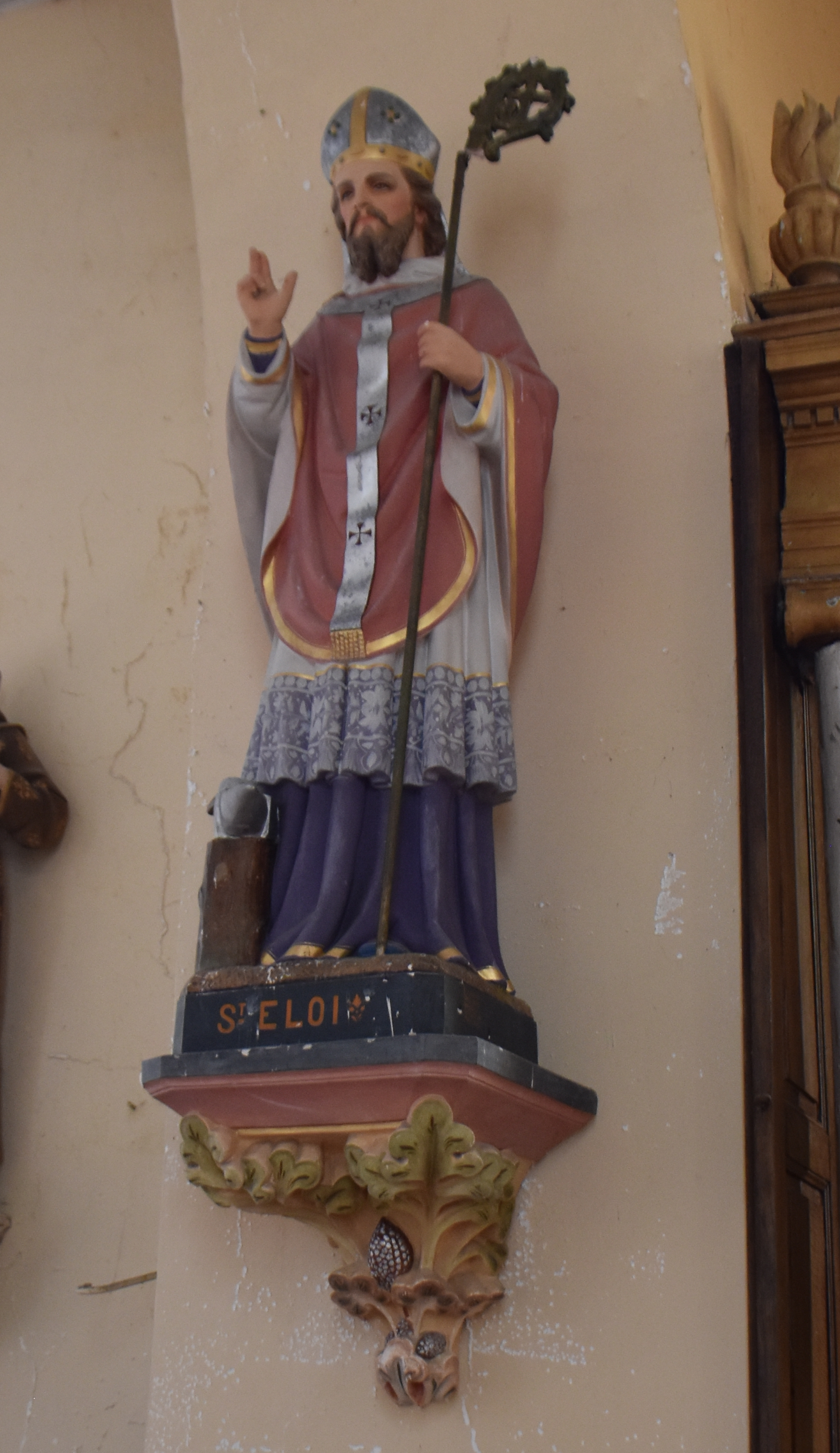
Statue de Saint-Eloi.